# El Turco
El Turco är en ort i Mexiko.   Den ligger i kommunen Santiago Ixcuintla och delstaten Nayarit, i den centrala delen av landet, 700 km väster om huvudstaden Mexico City. El Turco ligger 12 meter över havet och antalet invånare är 115.
Terrängen runt El Turco är mycket platt. Runt El Turco är det ganska glesbefolkat, med 48 invånare per kvadratkilometer. Närmaste större samhälle är Santiago Ixcuintla, 11,2 km nordost om El Turco. Trakten runt El Turco består till största delen av jordbruksmark.